# Human: Fall Flat
Human: Fall Flat — відеогра жанрів квесту і платформера, розроблена студією No Brakes Games [Архівовано 4 лютого 2020 у Wayback Machine.] і видана компанією Curve Digital для Microsoft Windows, Linux і MacOS у липні 2016, для PlayStation 4 та Xbox One в травні 2017 і для Nintendo Switch у грудні 2017 року. Порт для мобільних пристроїв, виконаний Codeglue і виданий 505 Games було випущено 26 червня 2019 для iOS і Android.
У цій грі гравцеві належить досліджувати довкілля та вирішувати фізичні головоломки, щоб вибратися з сюрреалістичних снів, покладаючись на кмітливість і фізику.

## Ігровий процес
Сюжет у Human: Fall Flat відсутній, натомість гравцеві пропонується випробувати себе у вирішенні нестандартних головоломок. Вигадливість і складність головоломок походять від незручних і смішних елементів управління, які надає гра.
Гра має малу кількість рівнів, але вони ретельно деталізовані і опрацьовані. Гравцеві доведеться грати за незграбного білого чоловічка, якому потрібно пройти з однієї частини карти в іншу, знайшовши в результаті вихід. Шляхів вирішення однієї і тієї ж проблеми безліч. Персонаж може залізти на голову статуї, розбити стіну протигазом, покататися в сміттєвому баку і на величезному судні, і на цьому пригоди не закінчуються!

## Історія розробки
Human: Fall Flat розробив Томас Сакалаускас. У 2012 році Сакалаускас залишив роботу в ІТ, щоб спробувати розробляти відеоігри.Спочатку Сакалаускас зосередився на створенні мобільних ігор. Він ставив під сумнів етику моделі freemium більшості мобільних ігор, це й привело його до того, щоб  звернути увагу на розробку на  комп'ютерних ігор. Сакалаускас заявив, що Human: Fall Flat був його «останнім пострілом у ігри».
Гра почала життя як прототип камери Intel RealSense [Архівовано 24 січня 2022 у Wayback Machine.] із датчиком руху. Хоча Сакалаускас зрештою зрозумів, що гра буде працювати краще з традиційним керуванням.Сакалаускас мав на меті зробити гру в дусі головоломки, схожої на Limbo або Portal, однак під час тестування гри зі своїм сином Сакалаускас зазначив, що «він зробив усе можливе, щоб не розгадувати головоломки», а натомість просто розважався з фізикою самої гри.
Це змусило Сакалаускаса змінити свій підхід і зробити головоломки не такими легкими.Спочатку гра була лише одиночною. Хоча Сакалаускас отримав кілька запитів на багатокористувацький режим, він відчував, що фізика зробить онлайн-гру неможливою; однак, зрештою, він створив рішення, використовуючи технологію Nvidia, і в жовтні 2017 року був доданий мультиплеєр, що дозволило  грати онлайн або через локальну мережу. Гра була випущена як прототип на Itch.io [Архівовано 19 січня 2021 у Wayback Machine.], після чого багато відомих стримерів почали її рекламувати, що спонукало Сакалаускаса випустити версію для Steam дев'ять місяців потому. Версії для PlayStation 4 і Xbox One з'явилися в травні 2017 року з версією для Nintendo Switch, яка з'явилася на Nintendo Switch. 26 червня 2019 року було випущено порт на мобільні платформи від Codeglue і 505 Games [Архівовано 24 січня 2022 у Wayback Machine.] з підтримкою iOS та Android. Порт Stadia від Lab42 [Архівовано 24 січня 2022 у Wayback Machine.] випущений 1 жовтня 2020 року, а наступного року — версії Xbox Series X/S і PlayStation 5.

## Відгуки
Human: Fall Flat отримала «змішані або середні» відгуки, згідно з агрегатором оглядів Metacritic. Ден Степлтон з IGN рекомендував гру для перегляду, а не для того, щоб грати в неї насправді, вихваляючи елементи керування, жартівливі анімації та налаштування персонажів. Зак Ферніс з Destructoid [Архівовано 24 січня 2022 у Wayback Machine.] насолоджувався можливістю повторного відтворення головоломок і високо оцінив численні рішення кожної головоломки.
До лютого 2018 року на всіх платформах було продано понад 2 мільйони копій гри. Згідно з Curve, продажі гри зросли з додаванням багатокористувацької онлайн-ігри наприкінці 2017 року; до початку січня 2018 року у версії для Windows було продано понад 1 мільйон примірників, але протягом місяця було продано ще 700 000 штук. До червня 2018 року гра досягла 4 мільйонів продажів на всіх платформах.
Human: Fall Flat була першою відеогрою, випущеною Super Rare Games [Архівовано 25 січня 2022 у Wayback Machine.], компанією з обмеженим тиражем, яка фізично видає ігри Nintendo Switch. У березні 2018 року було доступно для замовлення 5000 примірників. У Японії версія Human Fall Flat для Nintendo Switch, випущена Teyon Japan [Архівовано 24 січня 2022 у Wayback Machine.], дочірньою компанією Teyon, була чотирнадцятою грою, яка продавалася протягом першого тижня випуску, з 5241 проданою копією.
Станом на лютий 2021 року було продано понад 25 мільйонів копій гри; частина цих продажів включала популярність гри в Китаї в 2020 році після її випуску через XD Inc [Архівовано 24 січня 2022 у Wayback Machine.] і 505 Games, [Архівовано 24 січня 2022 у Wayback Machine.] частково через популярність гри під час пандемії COVID-19.
Станом на липень 2021 року, Human: Fall Flat було продано понад 30 мільйонів копій.